# Ленино (Касимовский район)
Ленино — поселок в Касимовском районе Рязанской области. Входит в Китовское сельское поселение

## География
Находится в северо-восточной части Рязанской области на расстоянии приблизительно 32 км на запад-юго-запад по прямой от районного центра города Касимов.

## История
Поселок был отмечен на карте 1940 года как поселок им. Ленина (27 дворов).

## Население
Численность населения: 6 человек в 2002 году (русские 100 %), 4 в 2010.